# Arne Duncan
Arne Duncan (født 6. november 1964 i Chicago, Illinois, USA) er en amerikansk sociolog og politiker, der siden 21. januar 2009 har fungeret som USA's undervisningsminister under præsident Barack Obama. 
Duncan blev født og voksede op i millionbyen Chicago, hvor han også gik på det lokale University of Chicago. Han skiftede dog til det ansete Harvard University, hvor han i 1987 blev færdiguddannet som sociolog. Hans karriere skaffede ham en position som leder af hele Chicagos skolesystem, inden han efter præsidentvalget i USA 2008 blev udpeget af Barack Obama som den nye undervisningsminister i hans regering. Han blev officielt indsat på posten den 21. januar 2009, dagen efter at Obama var blevet taget i ed som landets 44. præsident. 
Udover sin politiske karriere er Duncan en passioneret basketballspiller og var blandt andet mellem 1987 og 1991 udlandsprofessionel i den australske basketball-liga.